# Vlag van Nariño

Vlag van Nariño

De vlag van Nariño bestaat uit twee even hoge horizontale banen in de kleuren geel (boven) en groen.
Het geel staat voor vrijgevigheid, liefde, weelde, macht en zekerheid en symboliseert ook de opbrengsten van de mijnen en van de verbouw van graan. Daarnaast staat de kleur voor het patriottisme van de inwoners van Nariño. Het groen symboliseert eer, vruchtbaarheid en hoop op een goede toekomst.
De vlag lijkt sterk op de vlag van Vichada.